# Lengeler
Lengeler is een plaats in de tot de gemeente Burg-Reuland in de Belgische provincie Luik. De plaats heeft ongeveer 137 inwoners.
Lengeler ligt aan de Vennbahn. 

## Geschiedenis
De naam is afkomstig van het Latijn: longus. Het betreft een langgerekte nederzetting. Lengeler behoorde tot de heerlijkheid Thommen.

## Bezienswaardigheden
- Moeder-Godskapel van 1998-1999 onder een honderdjarige eik, waar jaarlijks een Mariafeest met lichtjesprocessie plaats vindt. Bij de kapel vindt men de monumenten voor de gevallenen tijdens de Eerste en de Tweede Wereldoorlog.
- Sint-Jan-de Doperkapel

## Natuur en landschap
Lengeler ligt in het dal van de Walhauserbach.

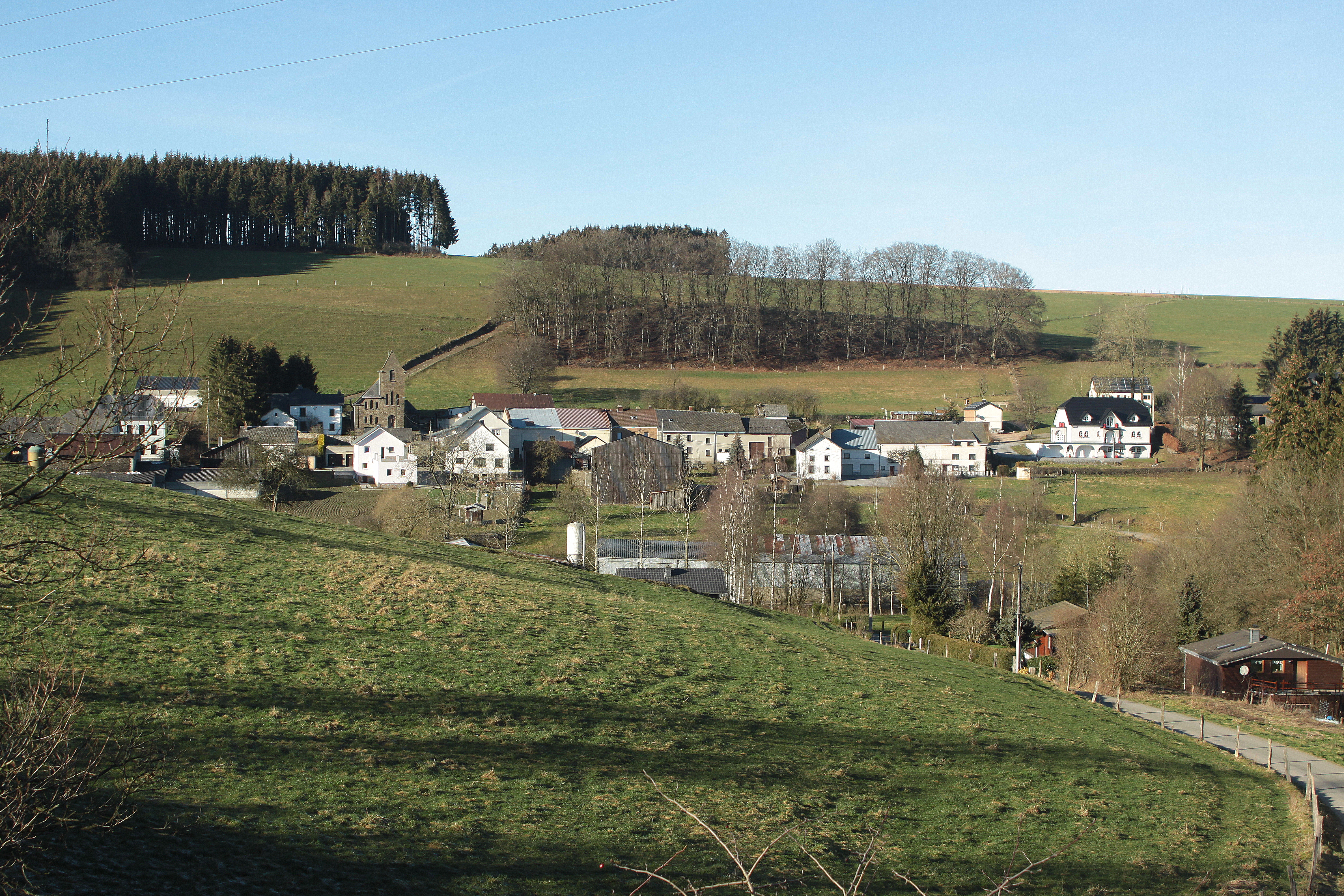
Zicht op Lengeler

## Nabijgelegen kernen
Malscheid, Dürler, Espeler, Huldange
Deelgemeenten: Reuland · Thommen

Overige kernen: Aldringen · Alster · Auel · Bracht · Braunlauf · Diepert · Dürler · Espeler · Grüfflingen · Koller · Lascheid · Lengeler · Maldingen · Malscheid · Maspelt · Oberhausen · Oudler · Ouren · Richtenberg · Steffeshausen · Stoubach · Weidig · Weisten · Weweler

Belgische gemeenten · Duitstalige Gemeenschap · Arrondissement Verviers · Luik · Wallonië